# Hyperolius quadratomaculatus
Hyperolius quadratomaculatus es una especie de anfibios de la familia Hyperoliidae.
Es endémica de Tanzania.
Su hábitat natural incluye ríos, marismas de agua dulce y corrientes intermitentes de agua dulce.